# Lista dos deputados federais de Santa Catarina - 46ª legislatura (1979 — 1983)
Lista dos deputados federais de Santa Catarina - 46ª legislatura (1979 — 1983).
| Nº | Deputado                    | Partido                                |
| -- | --------------------------- | -------------------------------------- |
| 1  | Esperidião Amin             | Aliança Renovadora Nacional (ARENA)    |
| 2  | Arnaldo Schmitt Júnior      | Aliança Renovadora Nacional (ARENA)    |
| 3  | Victor Fontana              | Aliança Renovadora Nacional (ARENA)    |
| 4  | Ademar Ghisi                | Aliança Renovadora Nacional (ARENA)    |
| 5  | João Cândido Linhares       | Aliança Renovadora Nacional (ARENA)    |
| 6  | Nelson Morro                | Aliança Renovadora Nacional (ARENA)    |
| 7  | Nereu Guidi                 | Aliança Renovadora Nacional (ARENA)    |
| 8  | Evaldo Amaral               | Aliança Renovadora Nacional (ARENA)    |
| 9  | Artenir Werner              | Aliança Renovadora Nacional (ARENA)    |
| 10 | Pedro Ivo Campos            | Movimento Democrático Brasileiro (MDB) |
| 11 | Walmor de Luca              | Movimento Democrático Brasileiro (MDB) |
| 12 | Francisco Orestes Libardoni | Movimento Democrático Brasileiro (MDB) |
| 13 | Juarez Rogério Furtado      | Movimento Democrático Brasileiro (MDB) |
| 14 | Luís Cechinel               | Movimento Democrático Brasileiro (MDB) |
| 15 | Francisco Mendes de Melo    | Movimento Democrático Brasileiro (MDB) |
| 16 | Ernesto José de Marco       | Movimento Democrático Brasileiro (MDB) |